# رنگ کاذب

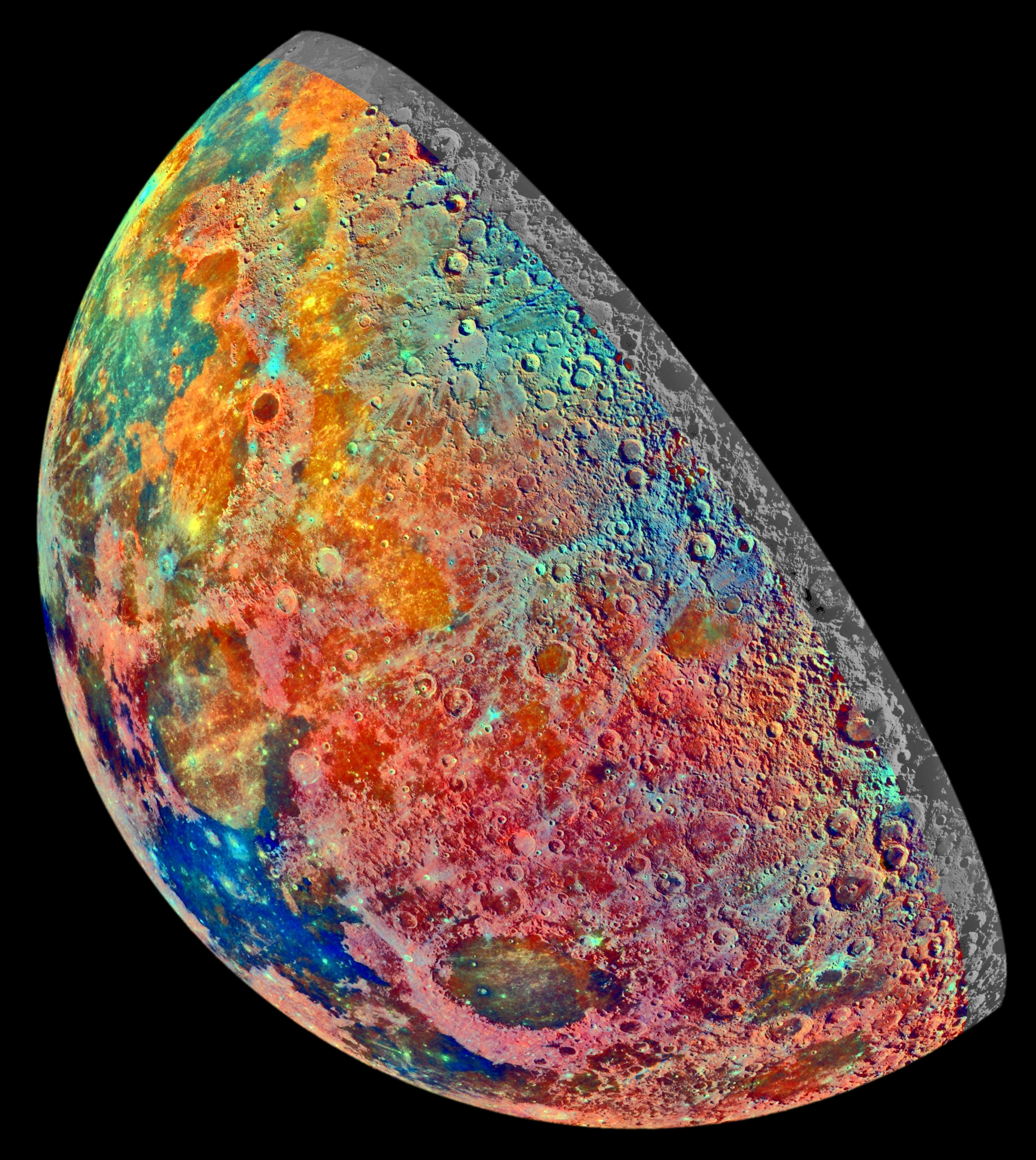
موزاییک ساخته‌شده از یک سری از ۵۳ تصویر گرفته شده از طریق سه فیلتر طیفی توسط سیستم تصویربرداری گالیله ' در حین پرواز از مناطق شمالی ماه در دسامبر ۱۹۹۲

رنگ کاذب یا شبه‌رنگ (به انگلیسی: False color) به گروهی از روش‌هایپردازش و نمایش رنگ گفته می‌شود که برای نمایش تصاویر با رنگ استفاده می‌شود که در قسمت‌های غیر مرںٔی یا غیرقابل مشاهده طیف الکترومغناطیسی ثبت شده‌است. تصویر با رنگ کاذب، تصویری است که یک شیء را با رنگ‌هایی متفاوت از آنچه در اصل بوده (تصویر با رنگ واقعی)، نشان می‌دهد. در این تصویر، رنگ‌ها به سه طول موج مختلف اختصاص داده شده‌اند که چشم ما به‌طور معمول نمی‌تواند آن‌ها را ببیند.
علاوه بر این، از انواع رنگ کاذب مانند شبه‌رنگ، برش چگالی و کروپلت‌ها برای تجسم اطلاعات یا داده‌های جمع‌آوری‌شده توسط یک کانال در رنگ خاکستری (سیاه-سفید) یا داده‌هایی که بخشی از طیف الکترومغناطیسی را نشان نمی‌دهند، استفاده می‌شود (به‌عنوان مثال ارتفاع در نقشه‌های برجسته یا انواع بافت در تصویربرداری تشدید مغناطیسی)

## انواع تعبیر رنگی

### رنگ واقعی
مفهوم رنگ واقعی می‌تواند به درک رنگ کاذب کمک کند. یک تصویر وقتی یک تصویر رنگی طبیعی ارائه می‌دهد یا به آن نزدیک میشود، یک تصویر با رنگ واقعی نامیده می‌شود یعنی رنگ‌های یک شی در تصویر برای مشاهده‌گر (انسان) به همان شکلی به‌نظر می‌رسد که گویی این ناظر مستقیماً شی را مشاهده می‌کند: یک درخت سبز در تصویر به رنگ سبز، یک سیب قرمز به رنگ قرمز، یک آسمانی آبی به رنگ آبی و غیره. رنگ واقعی وقتی روی تصاویر سیاه و سفید اعمال می‌شود، به‌معنای حفظ روشنایی درک‌شده یک موضوع در تصویر آن است.

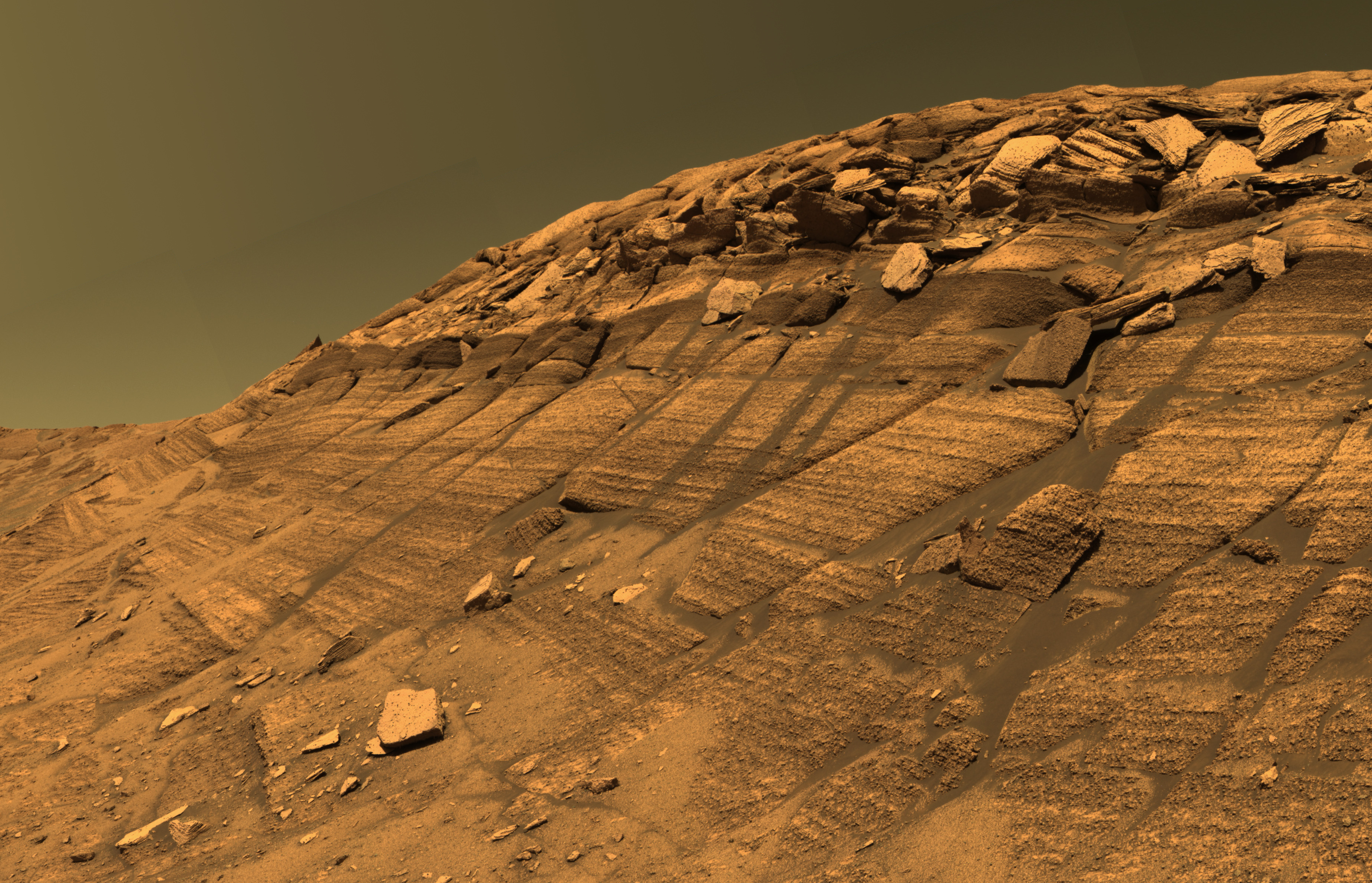
برنز کلیف در داخل دهانه برخوردی استقامت در مریخ. این رنگ تقریباً واقعی است زیرا به‌جای باند طیفی قرمز، از مادون قرمز استفاده شده‌است. نتیجه یک شکست متامریک در رنگ آسمان است که در تصویر کمی سبز است-اگر یک ناظر انسان حضور داشته باشد، آن شخص می‌فهمید که رنگ آسمان واقعی کمی نارنجی‌تر است. مریخ‌نورد فرصت که این تصویر را ثبت کرده دارای فیلتر قرمز است اما به‌دلیل ارزش علمی بالاتر تصاویر گرفته‌شده با استفاده از باند فروسرخ و محدودیت‌های انتقال داده، اغلب از آن استفاده نمی‌شود.

تعبیر مطلق رنگ واقعی غیرممکن است. سه منبع عمده خطای رنگی وجود دارد (شکست متامریک):
- حساسیت‌های طیفی مختلف چشم انسان و دستگاه ثبت تصویر (به‌عنوان مثال دوربین).
- انتشارهای مختلف طیفی/بازتاب شیء و فرایند تعبیر تصویر (به‌عنوان مثال چاپگر یا مانیتور).
- تفاوت در تابش طیفی در مورد تصاویر بازتابنده (به‌عنوان مثال چاپ عکس) یا اجسام بازتابنده-برای جزئیات به شاخص ارائه رنگ (CRI) مراجعه شود.

نتیجه یک شکست متامریک (تشابه معیار) به‌عنوان مثال یک تصویر از یک درخت سبز است که سایه‌ای متفاوت از سبز را برای خود نشان می‌دهد، سایه‌ای متفاوت از قرمز برای یک سیب قرمز، سایه آبی متفاوت برای آسمان آبی و غیره است. برای کاهش این مشکل در محدودیت‌های فیزیکی، می‌توان از مدیریت رنگ (به‌عنوان مثال با پروفیل‌های ICC) استفاده کرد.

تصاویر با رنگ تقریباً واقعی جمع‌آوری شده توسط فضاپیما مثالی است که در آن، تصاویر دارای مقدار معینی خرابی متامریک (تشابه معیار) هستند زیرا نوارهای طیفی دوربین یک فضاپیما برای جمع‌آوری اطلاعات در مورد خصوصیات فیزیکی جسم مورد بررسی انتخاب می‌شوند و برای ثبت تصاویر یا رنگ واقعی، انتخاب نمی‌شوند.

### رنگ کاذب

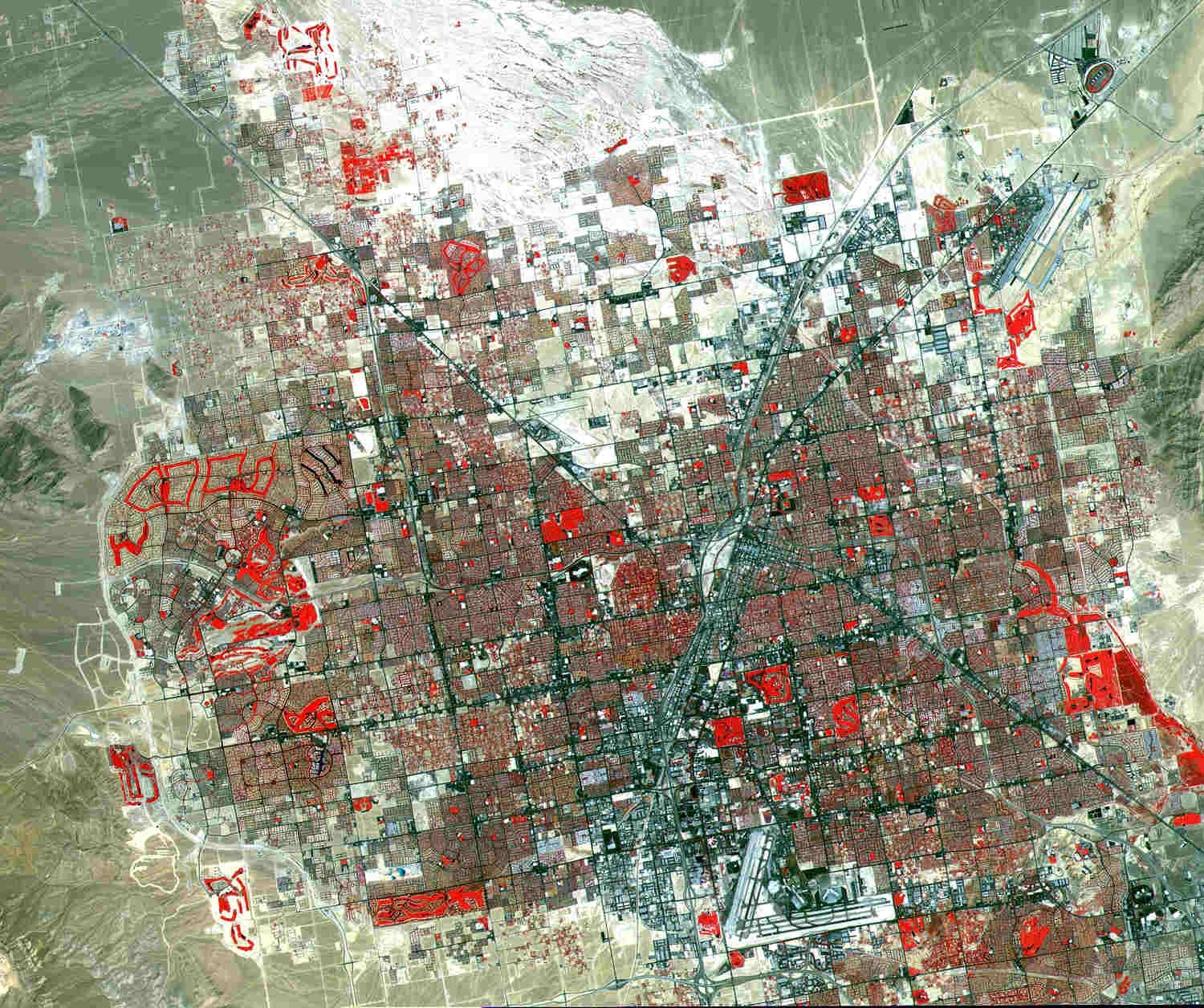
یک عکس ماهواره‌ای سنتی با رنگ کاذب از لاس وگاس. زمین‌های پوشیده از چمن (به‌عنوان مثال زمین گلف) با رنگ قرمز ظاهر می‌شود.

در مقایسه با یک تصویر با رنگ واقعی، یک تصویر با رنگ کاذب برای سهولت درتشخیص ویژگیهایی است که به راحتی قابل تشخیص نیستند - برای مثال استفاده از فروسرخ نزدیک برای تشخیص پوشش گیاهی در تصاویر ماهواره‌ای، تعبیر رنگ طبیعی را تغییر می‌دهد. در حالی که می‌توان تصویری با رنگ کاذب را فقط با استفاده از طیف مرئی ایجاد کرد (مثلاً برای تأکید بر تفاوت رنگ)، معمولاً برخی یا تمام داده‌های استفاده‌شده از تابش الکترومغناطیسی (EM) خارج از طیف مرئی (به‌عنوان مثال فروسرخ، اشعه فرابنفش یا اشعه ایکس) است. انتخاب نوارهای طیفی به خصوصیات فیزیکی جسمی مورد تحقیق، بستگی دارد.
از آنجایی که چشم انسان از سه باند طیفی استفاده می‌کند (برای جزئیات بیشتر به سه رنگی مراجعه کنید)، سه باند طیفی معمولاً در یک تصویر با رنگ کاذب ترکیب می‌شوند. برای رمزنگاری با رنگ کاذب حداقل به دو باند طیفی نیاز است، و می‌توان باندهای بیشتری را در سه باند RGB بصری ترکیب کرد که عامل محدودکننده چشم برای تشخیص سه کانال رنگی است. در مقابل، یک عکس «رنگی» ساخته‌شده از یک باند طیفی یا یک تصویر ساخته‌شده از داده‌های متشکل از داده‌های غیر طیف الکترومغناطیسی (مانند ارتفاع، دما، نوع بافت) یک تصویر شبه‌رنگ است.
برای رنگ واقعی، کانال‌های RGB (قرمز "R"، سبز "G" و آبی "B") از دوربین به کانال‌های RGB مربوطه تصویر نگاشت می‌شوند و نگاشت "RGB → RGB" را ارائه می‌دهند. برای رنگ کاذب این رابطه تغییر کرده‌است. ساده‌ترین رمزنگاری با رنگ کاذب، گرفتن یک تصویر RGB در طیف قابل‌مشاهده است اما به‌طور متفاوتی آن را نگاشت می‌کند، به‌عنوان مثال نگاشت "GBR → RGB". برای تصاویر ماهواره‌ای رنگی کاذب سنتی از زمین، نگاشت "NRG → RGB" استفاده می‌شود که "N" باند طیفی فروسرخ نزدیک است (و باند طیفی آبی بدون استفاده است) - این امر باعث ایجاد حالت "گیاهان در رنگ قرمز" معمول در تصاویر رنگ کاذب می‌شود.
برای تصاویر ماهواره‌ای و فضایی از رنگ کاذب (در میان موارد دیگر) استفاده می‌شود: به‌عنوان مثال ماهواره‌های سنجش از دور (به‌عنوان مثال لندست، به مثال بالا مراجعه کنید)، تلسکوپ‌های فضایی (به‌عنوان مثال تلسکوپ فضایی هابل) یا کاوشگرهای فضایی (به‌عنوان مثال کاسینی-هویگنس). برخی فضاپیماها با مریخ نورد (به‌عنوان مثال مریخ علوم آزمایشگاهی کنجکاوی)، نمونه‌های برجسته دارای قابلیت ثبت تصاویر با رنگ تقریباً واقعی هستند. ماهواره‌های هواشناسی برخلاف فضاپیمایی که قبلاً ذکر شد، از طیف مرئی یا فروسرخ، تصاویر در مقیاس خاکستری تولید می‌کنند.

### شبه‌رنگی
یک تصویر شبه‌رنگ (که بعضاً شبه‌رنگی یا شبه‌رنگی مدل‌شده) با نگاشت هر مقدار شدت نور به یک رنگ با توجه به جدول یا تابع از یک عکس در مقیاس خاکستری بدست می‌آید. شبه‌رنگ معمولاً در صورت در دسترس‌بودن یک کانال داده واحد (مثلاً دما، ارتفاع، ترکیب خاک، نوع بافت و غیره) استفاده می‌شود، در مقابل رنگ کاذب که معمولاً برای نمایش سه کانال داده استفاده می‌شود.
با توجه به اینکه تفاوت رنگ در فضای رنگ از تفاوت بین سطوح خاکستری متوالی، بزرگتر است شبه‌رنگ آمیزی می‌تواند برخی از جزئیات را واضح‌تر کند. از طرف دیگر، تابع نگاشت رنگ باید انتخاب شود تا روشنایی رنگ همچنان یکنواخت باشد در غیر این صورت، تغییر ناهموار، تفسیر سطوح را برای بینندگان عادی و نابینایان دشوار می‌کند. یک پیشنهاد، پالت «رنگین‌کمان» است که معمولاً مورد استفاده قرار می‌گیرد که همراه با تغییر روشنایی است.
یک نمونه معمول برای استفاده از شبه‌رنگ، ترموگرافی (تصویربرداری حرارتی) است، جایی که دوربین‌های مادون قرمز فقط از یک باند طیفی استفاده می‌کنند و تصاویر در مقیاس خاکستری خود را با شبه‌رنگ نشان می‌دهند.
مثال آشنای دیگر شبه‌رنگ، رمزنگاری ارتفاع با استفاده از رنگ هایپسومتری (فرازسنجی) در نقشه‌های فیزیکی واقعی است، جایی که مقادیر منفی (زیر سطح دریا) معمولاً با سایه‌های آبی و مقادیر مثبت با سبز و قهوه‌ای نشان داده می‌شوند.
بسته به جدول یا عملکرد مورد استفاده و انتخاب منابع داده، شبه‌رنگ آمیزی ممکن است محتوای اطلاعات تصویر اصلی را افزایش دهد، به‌عنوان مثال افزودن اطلاعات جغرافیایی، ترکیب اطلاعات بدست‌آمده از نور فروسرخ یا فرابنفش یا منابع دیگر مانند پویش تصویر تشدید مغناطیسی (MRI).
یک کاربرد دیگر از شبه‌رنگ آمیزی، ذخیره نتایج حاصل از شرح تصویر است یعنی تغییر رنگ‌ها برای سهولت درک تصویر انجام می‌شود.

### برش تراکم

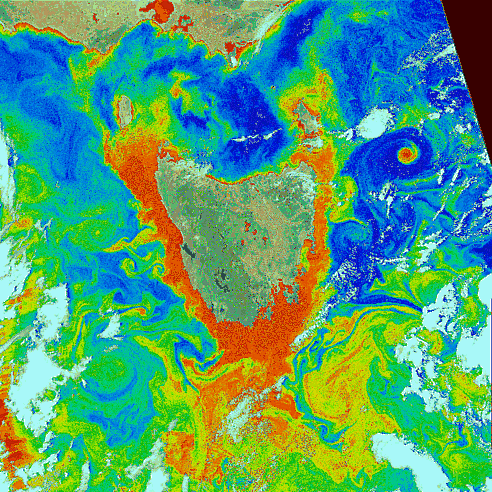
تصویری از تاسمانی و آب‌های اطراف با استفاده از برش تراکم برای نشان‌دادن غلظت فیتوپلانکتون. رنگ اقیانوس که توسط تصویر ماهواره گرفته شده‌است به هفت رنگ ترسیم می‌شود: زرد، نارنجی و قرمز نشان‌دهنده فیتوپلانکتون بیشتر، در حالی که سبز روشن، سبز تیره، آبی روشن و آبی تیره نشان هنده فیتوپلانکتون کمتری است. زمین و ابرها با رنگ‌های مختلف به تصویر کشیده شده‌اند.

برش تراکم، نوعی شبه‌رنگ، یک تصویر را به چند قسمت رنگی تقسیم می‌کند و (در میان سایر موارد) در تجزیه و تحلیل تصاویر سنجش از دور استفاده می‌شود. برای برش تراکم، دامنه سطح رنگ خاکستری به فواصلی تقسیم می‌شود، هر بازه به یکی از چند رنگ گسسته اختصاص می‌یابد-این حالت در تضاد با شبه‌رنگ است، که از مقیاس رنگی پیوسته استفاده می‌کند. به‌عنوان مثال، در یک تصویر دمانگار در مقیاس خاکستری می‌توان مقادیر دما را در تصویر به باندهای ۲ درجه سانتیگراد تقسیم کرد که هر باند با یک رنگ نشان داده می‌شود - در نتیجه درجه حرارت یک نقطه از تصویر دمانگاره به راحتی توسط کاربر بدست می‌آید زیرا تفاوت‌های قابل تشخیص بین رنگ‌های گسسته بیشتر از تصاویر با رنگ مقیاس خاکستری پیوسته یا شبه پیوسته‌است.

### کلروپلت

انتخابات ریاست‌جمهوری ایالات متحده در سال ۲۰۰۴، با استفاده از نقشه کروپلت تجسم یافته‌است. به‌زور معمول به مقدار حزب جمهوری‌خواهی و حزب دموکراتی به‌ترتیب قرمزتر و آبی‌تر است.

کروپلت یک تصویر یا نقشه است که در آن مناطق متناسب با دسته یا ارزش یک یا چند متغیر نشان داده‌شده، رنگ یا الگو می‌شوند. متغیرها به چند رنگ ترسیم می‌شوند. هر ناحیه با یک نقطه داده نظیر می‌شود و یک رنگ از این رنگ‌های انتخاب‌شده دریافت می‌کند. در واقع این برش تراکم است که به یک پوشش شبه‌رنگی اعمال می‌شود. نقشه کروپلت یک منطقه جغرافیایی به این ترتیب یک شکل افراطی از رنگ کاذب است.

## رنگ کاذب در هنر
در حالی که اجرای هنری به بیان ذهنی رنگ می‌بخشد، اندی وارهول (۱۹۲۸–۱۹۸۷) با ایجاد نقاشی‌های رنگی کاذب با روش‌های چاپ روی صفحه (سیلک)، به یک چهره مهم فرهنگی جنبش هنر مدرن تبدیل شده‌است. برخی از شناخته‌شده‌ترین نسخه‌های وارهول شامل تکرار مریلین مونرو، تصویر او بر اساس یک قاب فیلم از فیلم نیاگارا است. موضوع یک سمبل جنسی و یک ستاره کوچک و فیلم نوآر بود که مرگ آن در سال ۱۹۶۲ بر هنرمند تأثیر گذاشت. یک سری از چاپ‌ها با علاقه انجام شده‌است اما شخصیت او را به‌عنوان یک توهم از طریق سبک تولید مونتاژ او از هنر تولید می‌کند که غیر اروتیک (عدم وابستگی) و کمی گروتسک (عجیب و غریب) است. وارول با استفاده از پالت‌های رنگی مختلف جوهر، خود را درگیر فرایند تکرار می‌کند که به‌دلیل انجام مقایسه شخصیت‌ها و اشیا روزمره با جلوه تولید انبوه و مصرف گرایی است. رنگ‌های جوهر از طریق آزمایش زیبایی‌شناسی انتخاب شده‌اند و ارتباطی با ارائه رنگ کاذب طیف الکترومغناطیسی در پردازش تصویر با سنجش از دور ندارند. این هنرمند برای سال‌ها به چاپ تصاویر رنگی کاذب از مرلین مونرو ادامه می‌داد، شاید مرجع‌ترین کار وی «مرلین فیروزه‌ای» که در ماه مه ۲۰۰۷ توسط یک مجموعه‌دار خصوصی به مبلغ ۸۰ میلیون‌دلار آمریکا خریداری شد.